# Canton de Mutzig
Le canton de Mutzig est une circonscription électorale française du département du Bas-Rhin, dans la collectivité européenne d'Alsace.

## Histoire
Un nouveau découpage territorial du Bas-Rhin entre en vigueur à l'occasion des élections départementales de 2015. Il est défini par le décret du 18 février 2014, en application des lois du 17 mai 2013 (loi organique 2013-402 et loi 2013-403). Les conseillers départementaux sont, à compter de ces élections, élus au scrutin majoritaire binominal mixte. Les électeurs de chaque canton élisent au Conseil départemental, nouvelle appellation du Conseil général, deux membres de sexe différent, qui se présentent en binôme de candidats. Les conseillers départementaux sont élus pour 6 ans au scrutin binominal majoritaire à deux tours, l'accès au second tour nécessitant 12,5 % des inscrits au 1er tour. En outre la totalité des conseillers départementaux est renouvelée. Ce nouveau mode de scrutin nécessite un redécoupage des cantons dont le nombre est divisé par deux avec arrondi à l'unité impaire supérieure si ce nombre n'est pas entier impair, assorti de conditions de seuils minimaux. Dans le Bas-Rhin, le nombre de cantons passe ainsi de 44 à 23.
Le canton de Mutzig est formé de communes des anciens cantons de Villé (18 communes), de Schirmeck (16 communes), de Saales (7 communes) et de Molsheim (10 communes). Avec ce redécoupage administratif, le territoire du canton s'affranchit des limites d'arrondissements, avec 18 communes incluses dans l'arrondissement de Sélestat-Erstein et 33 dans l'arrondissement de Molsheim. Le bureau centralisateur est situé à Mutzig.

## Représentation
| Période élective | Période élective | Mandat    | Mandat           | Identité                | Nuance | Nuance | Qualité |
| ---------------- | ---------------- | --------- | ---------------- | ----------------------- | ------ | ------ | --- |
| 2015             | 2021             | 2015      | 2021             | Frédéric Bierry         |        | LR     | Ancien professeur et attaché parlementaire Ancien conseiller général du canton de Schirmeck (2004-2015) Ancien maire de Schirmeck (1995-2015) Président du Conseil départemental du Bas-Rhin puis d'Alsace |
| 2015             | 2021             | 2015      | 2020 (démission) | Frédérique Mozziconacci |        | UDI    | Enseignante Ancienne conseillère générale du canton de Villé (2011-2015) Première adjointe au maire de Villé                                                                                               |
| 2015             | 2021             | juin 2020 | 2021             | Christine Moritz        |        | DVD    | Ancienne directrice de maison de retraite, ancienne maire de Muhlbach-sur-Bruche |
| 2021             | 2028             | 2021      | en cours         | Frédéric Bierry         |        | LR     | Conseiller sortant, Président de la Collectivité européenne d’Alsace |
| 2021             | 2028             | 2021      | en cours         | Monique Houlne          |        | DVD    | Ingénieur, maire de Steige |

À l'issue du 1er tour des élections départementales de 2015, deux binômes sont en ballotage : Frédéric Bierry et Frédérique Mozziconacci (UMP, 36,79 %) et Gilles Charlier et Brigitte Stiegler (FN, 33,21 %). Le taux de participation est de 49,94 % (18 320 votants sur 36 687 inscrits) contre 47,83 % au niveau départemental et 50,17 % au niveau national.
Au second tour, Frédéric Bierry et Frédérique Mozziconacci (UMP) sont élus avec 63,8 % des suffrages exprimés et un taux de participation de 48,5 % (10 619 voix pour 17 793 votants et 36 683 inscrits).

## Composition
Le canton de Mutzig comprend cinquante-et-une communes entières.
| Nom                            | Code Insee | Intercommunalité                   | Superficie (km2) | Population (dernière pop. légale) | Densité (hab./km2) | Modifier                                    |
| ------------------------------ | ---------- | ---------------------------------- | ---------------- | --------------------------------- | ------------------ | ------------------------------------------- |
| Mutzig (bureau centralisateur) | 67313      | CC de la Région de Molsheim-Mutzig | 8,01             | 6 101 (2022)                      | 762                | modifier les données · modifier les données |
| Albé                           | 67003      | CC de la Vallée de Villé           | 10,83            | 471 (2022)                        | 43                 | modifier les données · modifier les données |
| Barembach                      | 67020      | CC de la Vallée de la Bruche       | 9,92             | 829 (2022)                        | 84                 | modifier les données · modifier les données |
| Bassemberg                     | 67022      | CC de la Vallée de Villé           | 1,78             | 223 (2022)                        | 125                | modifier les données · modifier les données |
| Bellefosse                     | 67026      | CC de la Vallée de la Bruche       | 7,34             | 170 (2022)                        | 23                 | modifier les données · modifier les données |
| Belmont                        | 67027      | CC de la Vallée de la Bruche       | 10,34            | 174 (2022)                        | 17                 | modifier les données · modifier les données |
| Blancherupt                    | 67050      | CC de la Vallée de la Bruche       | 2,65             | 30 (2022)                         | 11                 | modifier les données · modifier les données |
| Bourg-Bruche                   | 67059      | CC de la Vallée de la Bruche       | 15,02            | 380 (2022)                        | 25                 | modifier les données · modifier les données |
| Breitenau                      | 67062      | CC de la Vallée de Villé           | 4,29             | 337 (2022)                        | 79                 | modifier les données · modifier les données |
| Breitenbach                    | 67063      | CC de la Vallée de Villé           | 11,73            | 675 (2022)                        | 58                 | modifier les données · modifier les données |
| La Broque                      | 67066      | CC de la Vallée de la Bruche       | 23,07            | 2 577 (2022)                      | 112                | modifier les données · modifier les données |
| Colroy-la-Roche                | 67076      | CC de la Vallée de la Bruche       | 8,18             | 472 (2022)                        | 58                 | modifier les données · modifier les données |
| Dieffenbach-au-Val             | 67092      | CC de la Vallée de Villé           | 2,95             | 642 (2022)                        | 218                | modifier les données · modifier les données |
| Dinsheim-sur-Bruche            | 67098      | CC de la Région de Molsheim-Mutzig | 4,98             | 1 486 (2022)                      | 298                | modifier les données · modifier les données |
| Fouchy                         | 67143      | CC de la Vallée de Villé           | 7,87             | 641 (2022)                        | 81                 | modifier les données · modifier les données |
| Fouday                         | 67144      | CC de la Vallée de la Bruche       | 2,05             | 345 (2022)                        | 168                | modifier les données · modifier les données |
| Grandfontaine                  | 67165      | CC de la Vallée de la Bruche       | 39,52            | 391 (2022)                        | 9,9                | modifier les données · modifier les données |
| Gresswiller                    | 67168      | CC de la Région de Molsheim-Mutzig | 9,27             | 1 677 (2022)                      | 181                | modifier les données · modifier les données |
| Heiligenberg                   | 67188      | CC de la Région de Molsheim-Mutzig | 5,47             | 695 (2022)                        | 127                | modifier les données · modifier les données |
| Lalaye                         | 67255      | CC de la Vallée de Villé           | 8,18             | 491 (2022)                        | 60                 | modifier les données · modifier les données |
| Lutzelhouse                    | 67276      | CC de la Vallée de la Bruche       | 28,58            | 1 921 (2022)                      | 67                 | modifier les données · modifier les données |
| Maisonsgoutte                  | 67280      | CC de la Vallée de Villé           | 4,87             | 792 (2022)                        | 163                | modifier les données · modifier les données |
| Muhlbach-sur-Bruche            | 67306      | CC de la Vallée de la Bruche       | 8,38             | 663 (2022)                        | 79                 | modifier les données · modifier les données |
| Natzwiller                     | 67314      | CC de la Vallée de la Bruche       | 7,29             | 526 (2022)                        | 72                 | modifier les données · modifier les données |
| Neubois                        | 67317      | CC de la Vallée de Villé           | 11,42            | 654 (2022)                        | 57                 | modifier les données · modifier les données |
| Neuve-Église                   | 67320      | CC de la Vallée de Villé           | 5,48             | 617 (2022)                        | 113                | modifier les données · modifier les données |
| Neuviller-la-Roche             | 67321      | CC de la Vallée de la Bruche       | 9,19             | 331 (2022)                        | 36                 | modifier les données · modifier les données |
| Niederhaslach                  | 67325      | CC de la Région de Molsheim-Mutzig | 6,63             | 1 382 (2022)                      | 208                | modifier les données · modifier les données |
| Oberhaslach                    | 67342      | CC de la Région de Molsheim-Mutzig | 25,22            | 1 743 (2022)                      | 69                 | modifier les données · modifier les données |
| Plaine                         | 67377      | CC de la Vallée de la Bruche       | 22,84            | 983 (2022)                        | 43                 | modifier les données · modifier les données |
| Ranrupt                        | 67384      | CC de la Vallée de la Bruche       | 14,68            | 308 (2022)                        | 21                 | modifier les données · modifier les données |
| Rothau                         | 67414      | CC de la Vallée de la Bruche       | 3,88             | 1 481 (2022)                      | 382                | modifier les données · modifier les données |
| Russ                           | 67420      | CC de la Vallée de la Bruche       | 11,55            | 1 233 (2022)                      | 107                | modifier les données · modifier les données |
| Saales                         | 67421      | CC de la Vallée de la Bruche       | 9,88             | 827 (2022)                        | 84                 | modifier les données · modifier les données |
| Saint-Blaise-la-Roche          | 67424      | CC de la Vallée de la Bruche       | 2,39             | 243 (2022)                        | 102                | modifier les données · modifier les données |
| Saint-Martin                   | 67426      | CC de la Vallée de Villé           | 3,97             | 371 (2022)                        | 93                 | modifier les données · modifier les données |
| Saint-Maurice                  | 67427      | CC de la Vallée de Villé           | 1,40             | 331 (2022)                        | 236                | modifier les données · modifier les données |
| Saint-Pierre-Bois              | 67430      | CC de la Vallée de Villé           | 7,30             | 776 (2022)                        | 106                | modifier les données · modifier les données |
| Saulxures                      | 67436      | CC de la Vallée de la Bruche       | 12,84            | 505 (2022)                        | 39                 | modifier les données · modifier les données |
| Schirmeck                      | 67448      | CC de la Vallée de la Bruche       | 11,42            | 2 081 (2022)                      | 182                | modifier les données · modifier les données |
| Solbach                        | 67470      | CC de la Vallée de la Bruche       | 2,79             | 106 (2022)                        | 38                 | modifier les données · modifier les données |
| Steige                         | 67477      | CC de la Vallée de Villé           | 9,86             | 627 (2022)                        | 64                 | modifier les données · modifier les données |
| Still                          | 67480      | CC de la Région de Molsheim-Mutzig | 23,20            | 1 799 (2022)                      | 78                 | modifier les données · modifier les données |
| Thanvillé                      | 67490      | CC de la Vallée de Villé           | 1,91             | 621 (2022)                        | 325                | modifier les données · modifier les données |
| Triembach-au-Val               | 67493      | CC de la Vallée de Villé           | 2,74             | 430 (2022)                        | 157                | modifier les données · modifier les données |
| Urbeis                         | 67499      | CC de la Vallée de Villé           | 11,60            | 317 (2022)                        | 27                 | modifier les données · modifier les données |
| Urmatt                         | 67500      | CC de la Vallée de la Bruche       | 13,83            | 1 476 (2022)                      | 107                | modifier les données · modifier les données |
| Villé                          | 67507      | CC de la Vallée de Villé           | 2,84             | 1 755 (2022)                      | 618                | modifier les données · modifier les données |
| Waldersbach                    | 67513      | CC de la Vallée de la Bruche       | 3,37             | 120 (2022)                        | 36                 | modifier les données · modifier les données |
| Wildersbach                    | 67531      | CC de la Vallée de la Bruche       | 3,30             | 284 (2022)                        | 86                 | modifier les données · modifier les données |
| Wisches                        | 67543      | CC de la Vallée de la Bruche       | 19,25            | 2 061 (2022)                      | 107                | modifier les données · modifier les données |
| Canton de Mutzig               | 6711       |                                    | 497,35           | 46 171 (2022)                     | 93                 | modifier les données                        |

## Démographie
En 2022, le canton comptait 46 171 habitants, en évolution de −1,61 % par rapport à 2016 (Bas-Rhin : +3,17 %, France hors Mayotte : +2,11 %).
| 2013   | 2018   | 2022   |
| ------ | ------ | ------ |
| 46 858 | 46 557 | 46 171 |